# Charles Melton
Charles Michael Melton (Juneau, 4 januari 1991) is een Amerikaans acteur en model. Hij is met name bekend vanwege zijn rol als Reggie Mantle vanaf het tweede seizoen in de televisieserie Riverdale uit 2017.

## Filmografie

### Film
- 2018: The Thinning: New World Order, als Cage
- 2019: The Sun Is Also a Star, als Daniel Bae
- 2020: Bad Boys for Life, als Rafe
- 2020: Mainstream, als zichzelf (cameo)
- 2021: Heart of Champions, als Chris Davenport
- 2022: Secret Headquarters, als Hawaii
- 2023: May December, als Joe Yoo
- 2025: Warfare, als Jake

### Televisie
- 2014: Glee, als model
- 2015-2016: American Horror Story: Hotel, als meneer Wu
- 2017-2023: Riverdale, als Reggie Mantle
- 2021: American Horror Stories, als Wyatt
- 2023: Poker Face, als Davis McDowell
- 2023: History of the World, Part II, als Joshy Mudman

### Videoclips
- 2016: Save My Soul, van JoJo
- 2019: Break Up with Your Girlfriend, I'm Bored, van Ariana Grande
- 2025: Love Hangover, van Jennie Kim